# Йешилпънар (квартал на Истанбул)
„Йешилпънар“ (на турски: Yeşilpınar) е квартал на Истанбул, разположен в градска околия Еюпсултан. Общата му площ е 1,3 км2. Според данни на Адресната система за регистриране на населението (ABPRS) към 2024 г. населението на „Йешилпънар“ е 38 486 жители.